# Gasoducto Cruz del Sur
Die Gasoducto Cruz del Sur (deutsch Gasleitung Kreuz des Südens) ist der Name einer internationalen Erdgasleitung und der Betreiberfirma Gasoducto Cruz del Sur S.A. mit Sitz in Montevideo.

## Betreiber
Gasoducto Cruz del Sur S.A. erhielt die Konzession, die Gaspipeline Buenos Aires–Montevideo zu bauen und für einen Zeitraum von 30 Jahren zu betreiben (geregelt durch das Dekret N° 78/099). Dieses Erdgastransportsystem ist seit November 2002 in Betrieb.
Die Aktionäre sind Shell (40 %, ursprünglich BG Group), Pan American Energy (30 %), ANCAP (20 %) und Wintershall Dea.

## Erdgasleitung
Die insgesamt 400 Kilometer lange Erdgasleitung erstreckt sich von Punta Lara (Argentinien) bis Montevideo und Umgebung in Uruguay und transportiert über 90 % des in Uruguay verbrauchten Erdgases. Es werden 18 Orte in den Departamentos Colonia, San José, Canelones und Montevideo versorgt.